# Film danesi proposti per l'Oscar al miglior film straniero
Nel corso degli anni, alcuni film danesi sono stati candidati al Premio Oscar nella categoria miglior film straniero fin dalla prima edizione in cui fu prevista questa categoria, il 1957.
Da allora i film danesi hanno ottenuto quattro statuette su quindici candidature.
La selezione viene effettuata dal Det Danske Filminstitut.
La selezione di Annelise Hovmand nel 1958 rappresenta la prima proposta di un film realizzato da una regista donna in questa categoria. Due anni più tardi Astrid Henning-Jensen ha ottenuto la nomination, la prima per una regista donna nella categoria.
| Anno | Film                                                | Regia                                | Risultato     |
| ---- | --------------------------------------------------- | ------------------------------------ | ------------- |
| 1957 | Qivitoq                                             | Erik Balling                         | Candidato     |
| 1958 | Ingen tid til kærtegn                               | Annelise Hovmand                     | Non candidato |
| 1959 | Dollari dal cielo (Guld og grønne skove)            | Gabriel Axel                         | Non candidato |
| 1960 | Paw                                                 | Astrid Henning-Jensen                | Candidato     |
| 1962 | Harry og kammertjeneren                             | Bent Christensen                     | Candidato     |
| 1965 | Sekstet                                             | Annelise Hovmand                     | Non candidato |
| 1966 | Gertrud                                             | Carl Theodor Dreyer                  | Non candidato |
| 1967 | Fame (Sult)                                         | Henning Carlsen                      | Non candidato |
| 1968 | Der var engang en krig                              | Palle Kjærulff-Schmidt               | Non candidato |
| 1969 | Människor möts och ljuv musik uppstår i hjärtat     | Henning Carlsen                      | Non candidato |
| 1970 | Balladen om Carl-Henning                            | Lene Grønlykke e Sven Grønlykke      | Non candidato |
| 1971 | Ang. Lone                                           | Franz Ernst                          | Non candidato |
| 1972 | Den forsvundne fuldmægtig                           | Gert Fredholm                        | Non candidato |
| 1973 | Man sku' være noget ved musikken                    | Henning Carlsen                      | Non candidato |
| 1975 | Olsen-bandens sidste bedrifter                      | Erik Balling                         | Non candidato |
| 1976 | Per                                                 | Hans Kristensen                      | Non candidato |
| 1977 | Olsen-banden ser rødt                               | Erik Balling                         | Non candidato |
| 1978 | Drenge                                              | Nils Malmros                         | Non candidato |
| 1979 | Mig og Charly                                       | Morten Arnfred e Henning Kristiansen | Non candidato |
| 1980 | Johnny Larsen                                       | Morten Arnfred                       | Non candidato |
| 1983 | Kundskabens Træ                                     | Nils Malmros                         | Non candidato |
| 1984 | Zappa                                               | Bille August                         | Non candidato |
| 1985 | Tukuma                                              | Palle Kjærulff-Schmidt               | Non candidato |
| 1986 | Tro, håb og kærlighed                               | Bille August                         | Non candidato |
| 1987 | Manden i Månen                                      | Erik Clausen                         | Non candidato |
| 1988 | Il pranzo di Babette (Babettes Gæstebud)            | Gabriel Axel                         | Vincitore     |
| 1989 | Pelle alla conquista del mondo (Pelle Erobreren)    | Bille August                         | Vincitore     |
| 1990 | Ballando con Regitze (Dansen med Regitze)           | Kaspar Rostrup                       | Candidato     |
| 1991 | Lad isbjørnene danse                                | Birger Larsen                        | Non candidato |
| 1992 | Den Store Badedag                                   | Stellan Olsen                        | Non candidato |
| 1993 | Sofie                                               | Liv Ullmann                          | Non candidato |
| 1994 | Sort Høst                                           | Anders Refn                          | Non candidato |
| 1995 | Min fynske barndom                                  | Erik Clausen                         | Non candidato |
| 1997 | Hamsun                                              | Jan Troell                           | Non candidato |
| 1998 | Barbara                                             | Nils Malmros                         | Non candidato |
| 1999 | Festen - Festa in famiglia (Festen)                 | Thomas Vinterberg                    | Non candidato |
| 2000 | Mifune - Dogma 3 (Mifunes sidste sang)              | Søren Kragh-Jacobsen                 | Non candidato |
| 2001 | Her i Nærheden                                      | Kaspar Rostrup                       | Non candidato |
| 2002 | Italiano per principianti (Italiensk for begyndere) | Lone Scherfig                        | Non candidato |
| 2003 | Open Hearts (Elsker dig for evigt)                  | Susanne Bier                         | Non candidato |
| 2004 | Reconstruction                                      | Christoffer Boe                      | Non candidato |
| 2005 | Le cinque variazioni (De Fem Benspænd)              | Lars von Trier e Jørgen Leth         | Non candidato |
| 2006 | Le mele di Adamo (Adams Æbler)                      | Anders Thomas Jensen                 | Non candidato |
| 2007 | Dopo il matrimonio (Efter Brylluppet)               | Susanne Bier                         | Candidato     |
| 2008 | Kunsten at græde i Kor                              | Peter Schønau Fog                    | Non candidato |
| 2009 | To verdener                                         | Niels Arden Oplev                    | Non candidato |
| 2010 | Terribly Happy (Frygtelig lykkelig)                 | Henrik Ruben Genz                    | Non candidato |
| 2011 | In un mondo migliore (Hævnen)                       | Susanne Bier                         | Vincitore     |
| 2012 | SuperClásico                                        | Ole Christian Madsen                 | Short-list    |
| 2013 | Royal Affair (En kongelig affære)                   | Nikolaj Arcel                        | Candidato     |
| 2014 | Il sospetto (Jagten)                                | Thomas Vinterberg                    | Candidato     |
| 2015 | Sorg og glæde                                       | Nils Malmros                         | Non candidato |
| 2016 | A War (Krigen)                                      | Tobias Lindholm                      | Candidato     |
| 2017 | Land of Mine - Sotto la sabbia (Under Sandet)       | Martin Zandvliet                     | Candidato     |
| 2018 | Du forsvinder                                       | Peter Schønau Fog                    | Non candidato |
| 2019 | Il colpevole - The Guilty (Den skyldige)            | Gustav Möller                        | Short-list    |
| 2020 | Dronningen                                          | May el-Toukhy                        | Non candidato |
| 2021 | Un altro giro (Druk)                                | Thomas Vinterberg                    | Vincitore     |
| 2022 | Flee (Flugt)                                        | Jonas Poher Rasmussen                | Candidato     |
| 2023 | Holy Spider                                         | Ali Abbasi                           | Short-list    |
| 2024 | La terra promessa (Bastarden)                       | Nikolaj Arcel                        | Short-list    |
| 2025 | Pigen med nålen                                     | Magnus von Horn                      | Candidato     |

| Non candidato | Il film è stato proposto dalla Danimarca, ma non è stato candidato dall'Academy of Motion Picture Arts and Sciences. |
| Short-list    | Il film è entrato nella "short-list" stilata a gennaio dei nove candidati per l'Oscar al miglior film straniero.     |
| Candidato     | Il film è entrato a far parte dei cinque candidati per l'Oscar al miglior film straniero.                            |
| Vincitore     | Il film ha vinto l'Oscar al miglior film straniero.                                                                  |